# Dos Cruces
"Dos cruces" es un famoso bolero español compuesto por Carmelo Larrea en 1952. Esta canción le dio a Larrea su segundo disco de oro en 1954. Originalmente titulado "Soledad", primero fue grabado por Jorge Gallarzo. Desde entonces, más de 80 artistas han interpretado esta canción, incluyendo Niño de Murcia (1957), Angelillo (1958), Caterina Valente (1958), José Feliciano (1965), Los Relámpagos (1965), Umberto Marcato (1958), Milton Nascimento (1972), Ney Matogrosso (1975), Nana Mouskouri (1990) y Roberto Alagna (2011). La letra empieza con "Sevilla tuvo que ser, con su lunita plateada..." y relata la línea del horizonte hispalense iluminada por la luna, como testigo del amor de una pareja.